# 7323 Robersomma
7323 Robersomma è un asteroide della fascia principale. Scoperto nel 1979, presenta un'orbita caratterizzata da un semiasse maggiore pari a 3,2016383 UA e da un'eccentricità di 0,2526579, inclinata di 2,57446° rispetto all'eclittica.